# Нижние Ачалуки
Ни́жние Ачалуки́ (ингуш. Даби-Юрт) — село в Малгобекском районе Республики Ингушетия.
Образует муниципальное образование сельское поселение Нижние Ачалуки, как единственный населённый пункт в его составе..

## География
Село расположено по обоим берегам реки Ачалук, при выходе её на Алханчуртскую долину, в 20 км к юго-востоку от районного центра — Малгобека и в 36 км к северо-западу от столицы республики — Магаса.
Ближайшие населённые пункты: на северо-западе — город Малгобек и село Сагопши, на северо-востоке — сёло Новый Редант и Зязиков-Юрт, на юго-западе — село Средние Ачалуки, на юго-востоке — город Карабулак, на западе — село Гейрбек-Юрт.

## История
В 1944 году после депортации чеченцев и ингушей и упразднения Чечено-Ингушской АССР, селение Ачалуки было переименовано в Ацалык.
После восстановления Чечено-Ингушской АССР, в 1958 году населённому пункту было возвращено его прежнее название — Нижние Ачалуки.

## Население
| 1926  | 2002  | 2006  | 2007  | 2008  | 2009  | 2010  |
| ----- | ----- | ----- | ----- | ----- | ----- | ----- |
| 1128  | ↗4756 | ↗4997 | ↗5048 | ↗5104 | ↗5187 | ↘4375 |
| 2011  | 2012  | 2013  | 2014  | 2015  | 2016  | 2017  |
| ↗4387 | ↗4507 | ↗4657 | ↗4848 | ↗5079 | ↗5206 | ↗5294 |
| 2018  | 2019  | 2020  | 2021  | 2023  | 2024  | 2025  |
| ↗5362 | ↗5431 | ↗5524 | ↘4985 | ↗5143 | ↗5186 | ↗5294 |

Национальный состав
По данным Всероссийской переписи населения 2010 года:
| № | Национальность | Численность, чел. | Доля   |
| - | -------------- | ----------------- | ------ |
| 1 | ингуши         | 4362              | 99,7 % |
| 2 | другие         | 13                | 0,3 %  |

## Тайпы
Тайповый состав села
- Костой (Костоевы)
- Ваделой (Ваделовы)
- Таргимхой (Таргимовы, Арчаковы, Султыговы)
- Хулхой (Халухаевы, Эсиевы, Эсмурзиевы)
- Галай (Галаевы, Доурбековы, Дзейтовы)
- Хамхой (Балкоевы)
- Цечой (Цечоевы)
- Кей (Киевы)
- Эгахой (Аушевы, Алиевы, Дахкильговы)
- Торшхой (Торшхоевы)
- Мержой (Гаркуевы)
- Цхорой (Цороевы)
- Эрзихой (Яндиевы)

## Образование
- Нижнеачалукская муниципальная основная общеобразовательная школа № 27[22].
- Нижнеачалукская муниципальная средняя общеобразовательная школа № 14[23].